# Nannococcyx psix
El cuco de Santa Elena (Nannococcyx psix) es un ave extincta. Se confirmó que haya existido previamente por un solo húmero. En comparación con otros cucos, era relativamente pequeño. Probablemente vivió en los bosques de la isla Santa Elena. Su extinción fue consecuencia de la deforestación de la isla en el siglo XVIII.